# Kazimierz Sichulski

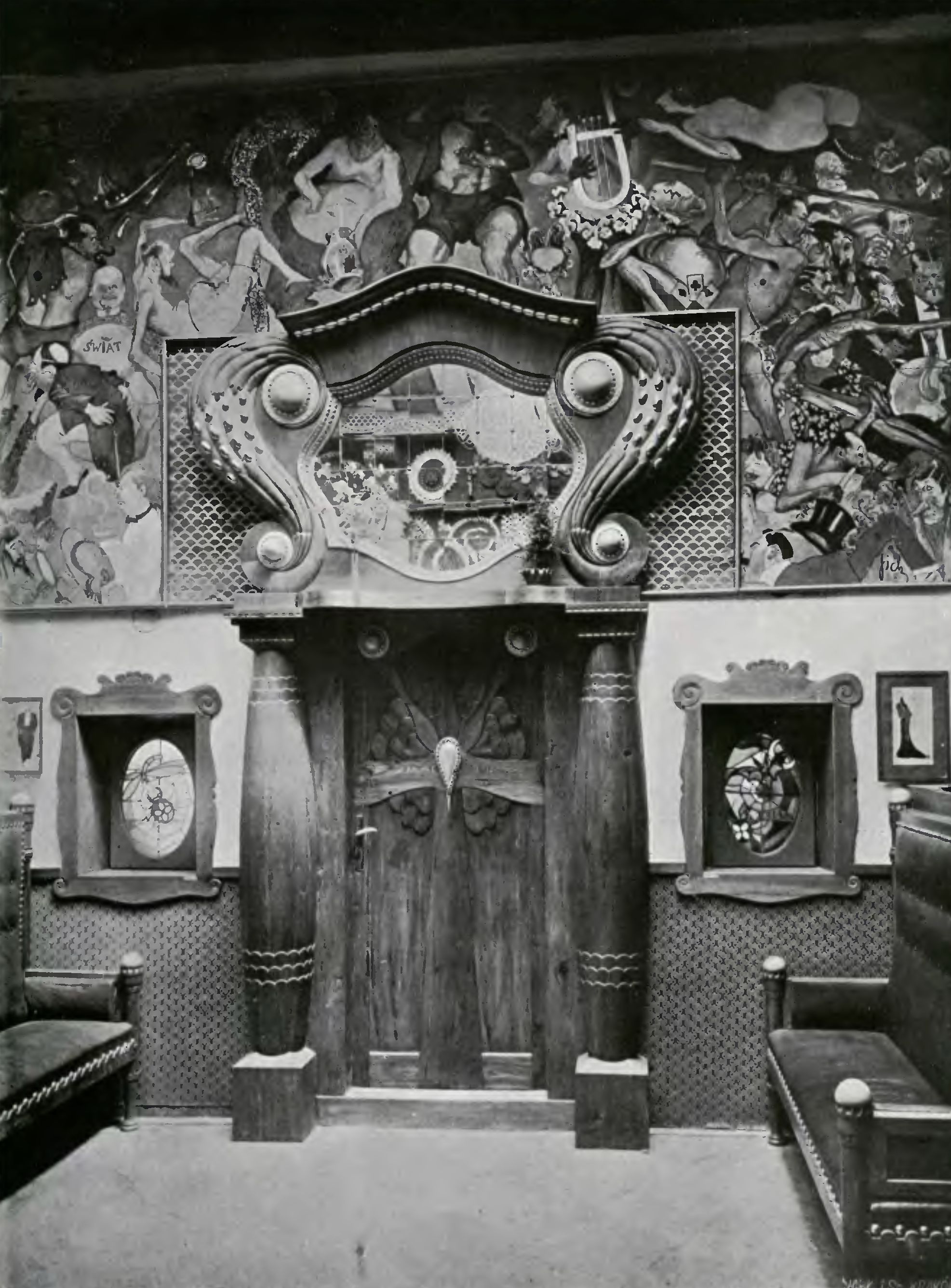
Drzwi wejściowe Cukierni Lwowskiej (Jamy Michalika) po remoncie z 1910 roku (fot.1910−1911). Nad drzwiami obraz Sichulskiego Sąd Ostateczny

Kazimierz Sichulski (ur. 17 stycznia 1879 we Lwowie, zm. 6 listopada 1942 tamże) – polski malarz, karykaturzysta, rysownik i grafik. Profesor Akademii Sztuk Pięknych w Krakowie. Reprezentant folklorystycznego nurtu sztuki Młodej Polski. Współtwórca krakowskiego kabaretu Zielony Balonik.

## Życiorys

### Edukacja
Studiował na wydziale prawnym Uniwersytetu Lwowskiego, następnie w latach 1901–1907 (lub 1900−1908) malarstwo na Akademii Sztuk Pięknych w Krakowie pod okiem Leona Wyczółkowskiego, Józefa Mehoffera i Stanisława Wyspiańskiego. Kształcił się również w Wiedniu w Cesarsko-Królewskim Austriackim Muzeum Sztuki i Przemysłu (k. k. Österreichisches Museum für Kunst und Industrie) u Antona von Kennera (1902). W 1904 odwiedzał centra kulturalne Europy, w tym: Rzym, Wenecję, Florencję, Wiedeń, Monachium i Drezno. W Paryżu pobierał nauki w szkole artystycznej Académie Colarossi.

### Debiut artystyczny
Debiut wystawienniczy młodego malarza przypadł na 1903. Wówczas to Sichulski pokazał swe pastele w krakowskim Towarzystwie Przyjaciół Sztuk Pięknych. Pierwsza indywidualna wystawa odbyła się w krakowskim i lwowskim Towarzystwie Przyjaciół Sztuk Pięknych w 1905.

### „Teka Melpomeny”
W 1904 Karol Frycz, Witold Wojtkiewicz, Stanisław Kuczborski, Antoni Procajłowicz, Stanisław Rzecki oraz Kazimierz Sichulski, podczas spotkań w krakowskiej Cukierni Lwowskiej, stworzyli zbiór karykatur aktorów „Teka Melpomeny”. W zbiorze znalazła się wykonana przez Sichulskiego karykatura Józefa Sosnowskiego i Ordonówny w scenie ze spektaklu Bolesław Śmiały. Dochód ze sprzedaży egzemplarzy zbioru został przeznaczony na zasilenie aktorskiej kasy emerytalnej.

### Jama Michalika i kabaretZielony Balonik
Od 1905 Sichulski współtworzył kabaret literacko-artystyczny „Zielony Balonik”, którego przedstawienia odbywały się w krakowskiej Cukierni Lwowskiej (Jama Michalika).
Sichulski wraz z Karolem Fryczem, Henrykiem Szczyglińskim, Józefem i Stanisławem Czajkowskimi, Witoldem Wojtkiewiczem, Stanisławem Kuczborskim, Stanisławem Rzeckim i Tadeuszem Rychterem współtworzył szopkę krakowską w Jamie Michalika.
Podczas remontu Jamy Michalika w 1910 Sichulski wraz Karolem Fryczem ozdobili ściany obrazami. Sichulski namalował między innymi Sąd Ostateczny, obraz nawiązujący do fresku Michała Anioła z Kaplicy Sykstyńskiej. Przedstawione postaci głównych artystów kabaretu Jama Michalika pierwotnie były całkiem nagie, ale po interwencji właściciela lokalu Sichulski domalował im majtki kąpielowe.

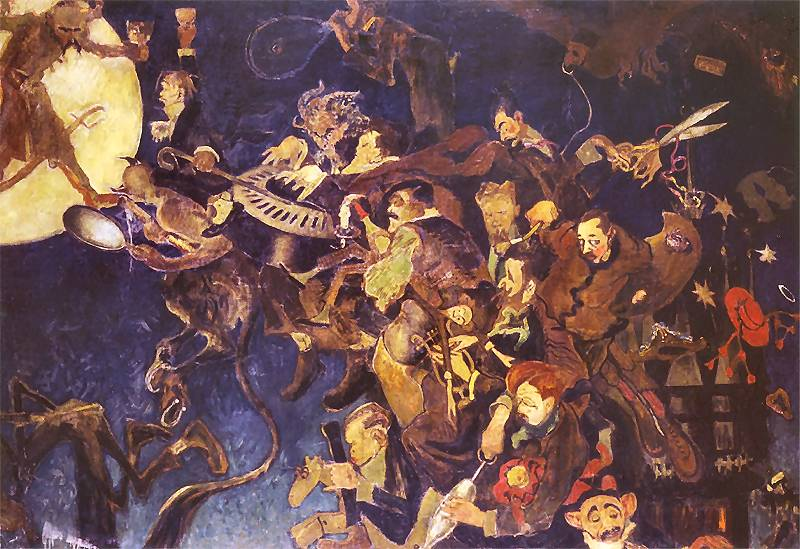
Obraz Kazimierza Sichulskiego Kabaret szalony.

#### Kabaret szalony
Szczególnym obrazem, dokumentującym zaangażowanie Sichulskiego w działalność Jamy Michalika, była olejna praca z 1908 pt. Kabaret szalony. Sichulski namalował karykatury rozbawionych członków kabaretu w korowodzie unoszącym się ponad krakowskim Rynkiem Głównym od Wieży Mariackiej (w prawym dolnym rogu), a zmierzającym ku księżycowi z sylwetką Pana Twardowskiego. Korowód wiedzie Stanisław Sierosławski – współredaktor „Czasu”. Po jego lewej stronie skarykaturowany w postaci fauna z rogami prof. Leon Wyczółkowski (w lewej ręce trzyma lustro, od którego odwraca wzrok). Postać grająca na półkolistej klawiaturze to taper kabaretu – Witold Noskowski (także współredaktor „Czasu”). Obok wsłuchany w muzykę Tadeusz Żuk-Skarszewski, a nad nim balonik i Kasper Żelechowski z butelką wystającą z kieszeni. W centralnej części obrazu (poniżej Noskowskiego) Tadeusz Boy-Żeleński z butelką mleka dla niemowlęcia z napisem „Kropla mleka”. Pod lewym przedramieniem Boy trzyma postać z napisem „Ostenda” – to Ferdynand Hoesick (zwany w kabarecie Esikiem) który wrócił z Ostendy. W dolnej części obrazu na drewnianym koniku buja się Witold Wojtkiewicz. Za nim rudowłosy Adolf „Neuwerth” Nowaczyński ze strzykawką z gnojówką i błazeńskim symbolem pod pachą. Na dole z rozłożonymi rękami brat Boya – Edward Żeleński, urzędnik Kasy Oszczędności miasta Krakowa. Nad Nowaczyńskim Edward Leszczyński z lutnią w ręce. W dolnym lewym narożniku postać z głową skierowaną ku dołowi (aluzja do zachowania się na jednym z przedstawień kabaretu) – to karykatura Józefa Herbaczewskiego. Nad Leszczyńskim postać Teofila Trzcińskiego, a widoczna w prawym górnym narożniku postać z nożyczkami (aluzja do wykonywanych przez niego „wystrzyganek”) to Karol Frycz. Poniżej Frycza autor obrazu – Kazimierz Sichulski z paletą malarską w ręce, a nad Fryczem nietoperz z ludzką głową – Feliks Jasieński „Manggha” z przywiązaną kartką z napisem „Muzeum Narodowe” (jako aluzja do deklarowania przez artystę ofiarowania swoich prac różnym miastom z późniejszą zmianą zdania). Koło Wieży Mariackiej widać unoszący się na wietrze kapelusz kardynalski oraz damską bieliznę, które zostały mieszczone na obrazie jako aluzja do sporu artystów z biskupem krakowskim Janem Puzyną w sprawie umieszczenia w wawelskiej katedrze witraży według projektu Stanisława Wyspiańskiego.
Do czasów współczesnych przetrwały dwie wersje obrazu: uproszczona kompozycja (prawdopodobnie z 1905), która jest w posiadaniu krakowskiej Jamy Michalika, a także młodsza o trzy lata, przechowywana w Muzeum Literatury w Warszawie. Prawdopodobnie pierwotna wersja obrazu się nie zachowała. Została wykonana na niezagruntowanym prześcieradle i była elementem dekoracji kabaretu.

### Aktywność artystyczna
Był ilustratorem czasopisma „Liberum Veto”, a od 1904 jego kierownikiem artystycznym. Był także członkiem wiedeńskiego ruch artystycznego Hagenbund. W latach 1905–1908 należał do grona twórców kabaretu „Zielony Balonik”. W 1905 został członkiem Towarzystwa Artystów Polskich „Sztuka”. W okresie 1908−1914 mieszkał we Lwowie. Twórczość Sichulskiego została zdominowana przez tematykę huculską. Do Lwowa przybył już jako ceniony autor karykatur i obrazów z Huculszczyzny.
W okresie pobytu we Lwowie opracował swoje pierwsze kartony witrażowe. W 1908 powstał (nawiązujący do motywów huculskich) karton „Zwiastowanie”, który w 1910 w czasopiśmie „Świat” komplementowano: „Jeszcze bardziej wiąże Sichulski temat religijny z nastrojem swojskim w projekcie do witrażu Zwiastowanie, najsilniej może działającym ze wszystkich pokazanych na wystawie”.

### I wojna światowa
W czasie I wojny światowej walczył w szeregach Legionów Polskich, a podczas wojny polsko-ukraińskiej (1918−1919) uczestniczył w obronie Lwowa.

### Wykładowca
Był wykładowcą Wydziału Sztuk Zdobniczych i Przemysłu Artystycznego lwowskiej Państwowej Szkoły Technicznej. W latach 1930–1939 był profesorem Akademii Sztuk Pięknych w Krakowie.

## Twórczość
Sichulski tworzył nie tylko obrazy rodzajowe (w tym wspomniane z Huculszczyzny), ale także portrety, kompozycje o treściach batalistycznych i religijnych grafiki, plakaty, witraże, kilimy, a także znakomite rysunki satyryczne i karykatury. W sposób perfekcyjny wypracował formułę karykatury, której zasadniczym środkiem wyrazu był czarny kontur, który oszczędnie opisywał uogólnione formy.
Stosunkowo często malował martwe natury, kompozycje historyczne i pejzaże, a rzadziej portrety. Na przestrzeni lat wracał w swej twórczości do motywów religijnych – w kartonach do witraży i polichromii, które odzwierciedlały wpływ artystyczny prac Józefa Mehoffera i Stanisława Wyspiańskiego. Uprawiał malarstwo zarówno sztalugowe, jak i monumentalne. Wydane przez niego litograficzne albumy cieszyły się dużym powodzeniem. Tworzył plakaty, zajmował się także projektowaniem wystroju wnętrz i architekturą. Na przestrzeni lat doskonalił umiejętności w zakresie poszczególnych technik twórczych: malarstwa olejnego, temperowego, pastelowego i akwarelowego, a także rysunku i litografii.

## Wyróżnienia i odznaczenia
Uczestniczył w wielu międzynarodowych wystawach, m.in. w:
- Monachium (1905),
- Wenecji (1907, 1910, 1914, 1932),
- Rzymie (1911, 1934),
- Berlinie (1914, 1937),
- Paryżu (1923, 1930, 1931),
- Budapeszcie (1926),
- Pittsburghu (1926),
- Helsinkach i Sztokholmie (1927).

Podczas Powszechnej Wystawy Krajowej w Poznaniu w 1929 został uhonorowany złotym medalem. W 1934 otrzymał nagrodę PAU za całokształt pracy artystycznej.

### Ordery i odznaczenia
- Krzyż Niepodległości (2 sierpnia 1931) „za pracę w dziele odzyskania niepodległości”[16].
- Krzyż Oficerski Orderu Odrodzenia Polski,
- Złoty Wawrzyn Akademicki (5 listopada 1938) „za wybitne zasługi dla polskiej sztuki w ogóle”[17].

## Śmierć
Kazimierz Sichulski zmarł we Lwowie po ciężkiej chorobie 6 listopada 1942. Został pochowany w grobowcu na Cmentarzu Łyczakowskim we Lwowie.